# Guaky
Guaky fue la mascota oficial de la Copa América 2007 que se disputó en Venezuela entre el 26 de junio y el 15 de julio de 2007 . Vestía los colores de la bandera venezolana y estaba acompañada de su balón y con su camiseta que detallaba por tener la palabra Venezuela 2007 en su pecho.

## Características
Guaky es una guacamaya bandera (Ara macao), una de las aves representativas de Venezuela. Vestía la tradicional camiseta de la selección venezolana de fútbol, de color vinotinto, a la vez que usaba botines. Debajo de sus alas el tricolor característico de la bandera nacional, con sus ocho estrellas a lo largo de la envergadura de sus alas.
Para escoger a Guaky se realizó un concurso en el que se recibieron 4.500.000 de propuestas de niños y adolescentes venezolanos durante una actividad escolar. . El estudio gráfico Fractal Studio se encargó de darle vida y una "personalidad fuerte, alegre y deportiva" que acompañó al evento durante su realización. El nombre de la mascota, Guaky, fue elegido posteriormente por una encuesta en Internet, donde dicha opción obtuvo un 54,17% de las preferencias.
El periódico El Universal dijo que "Guaky ha sido pieza clave de la promoción del torneo y ha llevado su alegría a varios estados del país".
A Guaky se le vio en centros comerciales, eventos relacionados con la Copa, caravanas, en la Asamblea Nacional y otros lugares públicos donde los presentes se dejaron contagiar por su gracia. Para hacer posible su presencia en varios lugares al mismo tiempo el Comité Organizador Nacional de la Copa América 2007 solicitó la creación de 10 trajes para los 10 usuarios que le daban vida a la guacamaya en diferentes estados.